# Daniel Jenkins
Daniel H. Jenkins (*  17. Januar 1963 in New York City, New York) ist ein US-amerikanischer Schauspieler und Sänger.

## Leben und Karriere
Jenkins ist der Sohn von Joan Patchen und Ken Jenkins und hat zwei Brüder, Joshua und Matthew. Er ist Großneffe von Katharine Hepburn, Stiefcousin von Schuyler Grant und Stiefsohn von Katharine Houghton. Seit 1992 ist er mit Katherine Hiler verheiratet.
Jenkins begann seine Karriere Anfang der 1980er Jahre auf der Bühne. So spielte er in der Erstbesetzung der Broadway-Stücke Big und Big River. 1985 wurde er für den Drama Desk Award und den Broadway Tony Award als Bester Schauspieler in der Kategorie „Hauptrolle - Musical“ für die Darstellung des Huck Finn in Big River nominiert, 2007 wurde er für die Auszeichnung des „Outer Critics Circle“ vorgeschlagen und 2017 erhielt er den Obie Ensemble Award für Oslo. Zwischen 2008 und 2009 wurde Jenkins Bühnenstück Love Child am Off-Broadway aufgeführt, in dem er auch mitwirkte.
Eine erste vor der Kamera hatte er 1985 in dem Film What Comes Around. Es folgten zahlreiche Rollen in Filmen und Fernsehserien ab Mitte der 1980er Jahre. So spielte er unter anderem im Jahr 2017 in Die Münzraub-AG, 2018 in Honor Up und 2019 in The Irishman. Er hatte auch wiederkehrende Rollen in Fernsehserien wie Tropical Doctors, Law & Order: Special Victims Unit und 2015 in Veep – Die Vizepräsidentin. Zuletzt war er 2022 in dem Kurzfilm It’s a Dog und in einer Folge der Fernsehserie Law & Order: Organized Crime zu sehen.
Im deutschen Sprachraum wurde Jenkins unter anderem von Nicolas Böll, Mike Carl, Andreas Conrad, Claus-Peter Damitz, Hans-Eckart Eckhardt, Peter Flechtner, Pierre Franckh, Stefan Fredrich, Gerhard Gieseke, Sascha Gluth, Till Hagen, Tobias Lelle, Axel Malzacher, Marcus Off, Frank Röth und Peter Sura synchronisiert.

## Filmografie (Auswahl)

### Film
- 1985: What Comes Around
- 1985: Black Cats
- 1986: Schnee in Florida (Fernsehfilm)
- 1987: Pinguine in der Bronx
- 1988: Caine – Die Meuterei vor Gericht (Fernsehfilm)
- 1989: Zurück aus der Hölle
- 1989: Glory
- 1990: The Knife and Gun Club (Fernsehfilm)
- 1991: Saturday’s (Fernsehfilm)
- 1997: Dilbert (Fernsehfilm)
- 1999: Das schwankende Schiff
- 2002: The Perfect You
- 2002: Eaten Alive – Invasion der Killerinsekten
- 2005: Four Lane Highway
- 2007: Joshua – Der Erstgeborene
- 2017: Die Münzraub-AG
- 2019: Colewell
- 2019: The Irishman
- 2020: Beanie Babies: A Modern Day Icarus Story (Kurzfilm)
- 2020: King of Knives
- 2022: It’s a Dog (Kurzfilm)

### Fernsehen
- 1987: Leg Work
- 1988: Tanner ’88 (Miniserie)
- 1992–1993: Tropical Doctors
- 1995: New York News – Jagd auf die Titelseite
- 1997: Immer wieder Fitz
- 2001: Criminal Intent – Verbrechen im Visier
- 2003–2005: Law & Order: Special Victims Unit
- 2008: Law & Order
- 2013: Good Wife
- 2014: Crossbones
- 2015: Blue Bloods – Crime Scene New York
- 2015: Veep – Die Vizepräsidentin
- 2015: Happyish
- 2015: Orange Is the New Black
- 2015: Elementary
- 2017: Bull
- 2019: The Blacklist
- 2019: Madam Secretary
- 2019: New Amsterdam
- 2022: City on a Hill
- 2022: The Watcher
- 2022: Law & Order: Organized Crime

## Theater (Auswahl)
- 1981–1982: Little People (Actors Theatre, Louisville, Kentucky)[1]
- 1982: The Grapes of Wrath (Actors Theatre, Louisville, Kentucky)[1]
- 1982: Julius Caesar (Actors Theatre, Louisville, Kentucky)[1]
- 1982: Coup (Actors Theatre, Louisville, Kentucky)[1]
- 1982: Clicks (Actors Theatre, Louisville, Kentucky)[1]
- 1982: Nice People Dancing to Good Country Music (Actors Theatre, Louisville, Kentucky)[1]
- 1982: A Christmas Carol (Actors Theatre, Louisville, Kentucky)[1]
- 1982–1983: Murder at the Vicarage (Actors Theatre, Louisville, Kentucky)[1]
- 1983: Neutral Countries (Actors Theatre, Louisville, Kentucky)[1]
- 1985: Big River (Eugene O’Neill Theatre, Broadway, New York City, New York)[1][3][4]
- 1993: Angels in America: Millennium Approaches (Walter Kerr Theatre, Broadway, New York City, New York)[3][4]
- 1993: Angels in America: Perestroika (Walter Kerr Theatre, Broadway, New York City, New York)[3][4]
- 1993: Young Playwrights Festival (Playwrights Horizons)[5]
- 1993: Johnny Pye and the Foolkiller (Lamb’s Theatre)[5]
- 1994: The Triumph of Love (East 13th Street/CSC Theatre)[5]
- 1996: Big (Sam S. Shubert Theatre, Broadway, New York City, New York)[1][3][4]
- 1998: The Maiden’s Prayer (Vineyard Theatre)[5]
- 1999: Dream True: My Life with Vernon Dixon (Vineyard Theatre)[5]
- 2000: Wrong Mountain (Eugene O’Neill Theatre, Broadway, New York City, New York)[3][4]
- 2000: Spinning Into Butter (Mitzi E. Newhouse Theater)[5]
- 2003: Big River (American Airlines Theatre, Broadway, New York City, New York)[3][4]
- 2006: Mary Poppins (New Amsterdam Theatre, Broadway, New York City, New York)[3][4]
- 2008: Billy Elliot: The Musical (Imperial Theatre, Broadway, New York City, New York)[3][4]
- 2008: Love Child (59E59 Theaters)[5]
- 2009: Love Child (New World Stages)[5]
- 2011: Sex Lives of Our Parents (McGinn-Cazale Theatre)[5]
- 2012: Golden Boy (Belasco Theatre, Broadway, New York City, New York)[3][4]
- 2014: Stage Kiss (Playwrights Horizons)[5]
- 2016: Oslo (Vineyard Theatre)[5]
- 2017: Oslo (Vivian Beaumont Theater, Broadway, New York City, New York)[3][4]
- 2017: Kid Victory (Vineyard Theatre)[5]
- 2017: For Peter Pan on her 70th birthday (Playwrights Horizons)[5]
- 2022: Golden Shield (New York City Center, New York City, New York)[5]